# Barry M. McCoy
Barry Malcolm McCoy (Trenton, Estados Unidos, 14 de diciembre de 1940) es un físico estadounidense conocido por sus contribuciones a la mecánica estadística clásica, modelos integrables y teorías conformes de campos.
Obtuvo su título de grado en el Instituto Tecnológico de California en 1963, y su doctorado en la Universidad de Harvard en 1967 con una tesis titulada Spin Correlations of the Two Dimensional Ising Model, bajo la dirección de Tai Tsun Wu. Ambos fueron también autores del libro The Two Dimensional Ising Model (Harvard University Press, 1973).
Tras graduarse se unió al Instituto C. N. Yang de Física Teórica de la Universidad de Stony Brook en 1967, donde es profesor distinguido. Ha sido profesor visitante en el Instituto de Investigación en Ciencias Matemáticas de Kioto en varias ocasiones, la primera de ellas en 1980, en el Instituto Henri Poincaré y en la Universidad Nacional Australiana.
En 1998 McCoy fue ponente invitado junto con Aleksandr Berkóvich en el Congreso Internacional de Matemáticos en Berlín. Junto con Tai Tsun Wu y Aleksandr Zamolódchikov, obtuvo el Premio Dannie Heineman de Física Matemática en 1999 por «su trabajo en mecánica estádistica del modelo de Ising, incluyendo fenómenos críticos en la frontera, sistemas en capas aleatorias con singularidades de Griffiths-McCoy, la representación de Painlevé de la función de dos puntos, ecuaciones de diferencia cuadráticas para las funciones de n puntos y el modelo de Ising en un campo magnético. El Dr. McCoy ha hecho además contribuciones al estudio de cadenas de espín cuántico y a las representaciones fermiónicas en teoría conforme de campos, y ha sido codescubridor del model de Potts quiral integrable. Ha trabajo también extensamente en teoría cuántica de campos y más recientemente es conocido por su trabajo matemático en ecuaciones diferenciales no lineales y en la teoría de identidades de Rogers-Ramanujan».
Entre sus estudiantes de doctorado están Rinat Kedem, Anne Schilling y Craig Tracy.